# Gaetano Pugnani

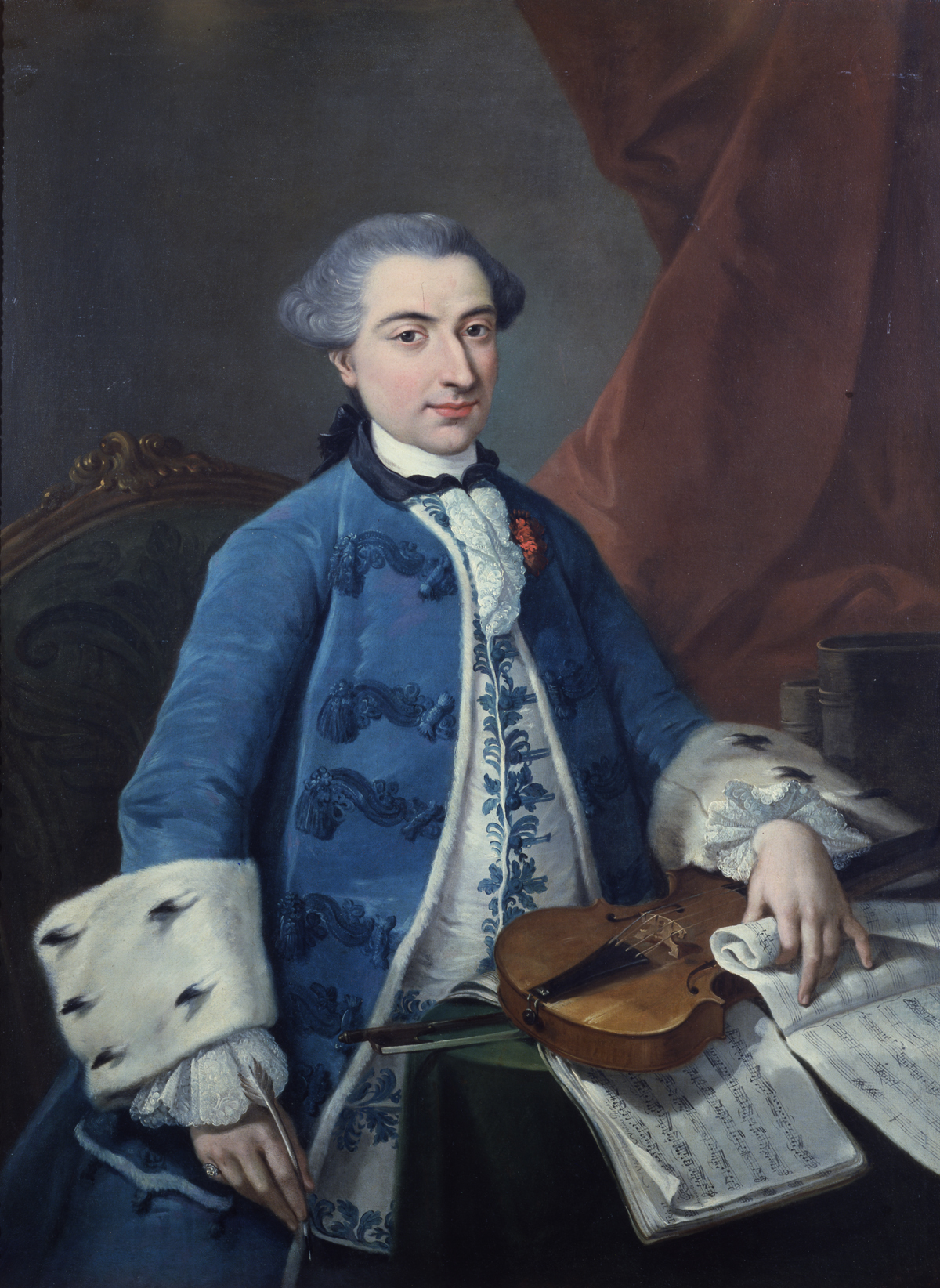
Gaetano Pugnani (1754)

Gaetano Pugnani (* 27. November 1731 in Turin; † 15. Juli 1798 ebenda; eigentlich Giulio Gaetano Gerolamo Pugnani) war ein italienischer Violinist und Komponist.

## Leben
Durch seine Lehrer Giovanni Battista Somis und Pasquale Bini stand Pugnani als Geiger in der Tradition von Arcangelo Corelli und Giuseppe Tartini.
Im Alter von 10 Jahren wurde er Mitglied im Orchester des Teatro Regio di Torino und 1748 Mitglied der königlichen Kapelle in Turin. Ein Jahr später hielt er sich auf Kosten des Hofes für ein Jahr in Rom auf, er erhielt dort Kompositionsunterricht bei Francesco Ciampi und Violinunterricht bei Pascuale Bini. 1770 wurde er Konzertmeister der königlichen Kapelle und am Teatro Regio. Er weilte 1754 ein erstes Mal in Paris, wo er drei mit Begeisterung aufgenommene Konzerte beim Concert spirituel gab. In London war er von 1767 bis 1769 Konzertmeister am King’s Theatre und wirkte in dieser Zeit häufig bei den von Johann Christian Bach und Karl Friedrich Abel organisierten Konzerten mit. In dieser Zeit wurde am King’s Theatre seine erste Oper Nanetta e Lubino aufgeführt. 1770 kehrte er nach Turin zurück und unterrichtete in seiner eigenen Musikschule unter anderen Giovanni Battista Viotti, der sich in seinen Drucken als Schüler des berühmten Pugnani bezeichnete. Bis 1780 unternahm er lediglich zwei Reisen nach Paris.
Nachdem Pugnani 1776 die Leitung der Turiner Königlichen Kapelle übernommen hatte, begann er sich auch als Komponist zu profilieren, konnte damit aber nie an seinen Ruhm als Violinist heranreichen. Mit seinem Schüler Viotti, der sich bereits zu einem virtuosen Musiker entwickelt hatte, unternahm er 1780–1782 eine Konzerttour, die über Genf, Bern, Wien, Dresden, Berlin, Warschau nach Sankt Petersburg führte, wo er sich dann länger aufhielt und von Viotti trennte. Nachdem er 1781 nach Turin zurückgekehrt war, verließ er die Stadt nur einige Male, um nach Neapel beziehungsweise nach Wien zu reisen.
Pugnani war einer der herausragenden Violinisten des 18. Jahrhunderts, der vor allem für sein kraftvolles Spiel ("arco magno") und seine technische Sicherheit bekannt war, mit der er zur Entwicklung der modernen Spieltechnik beigetragen hat. Zu seinen zahlreichen Schülern zählen neben Viotti Antonio Bartolomeo Bruni, Luigi Borghi und Giovanni Battista Polledro. Über Viotti ging die Spieltechnik Pugnanis auf dessen Schüler Pierre Rode und Pierre Baillot über, die beide zu den ersten Lehrern am Pariser Konservatorium gehörten.
Im 20. Jahrhundert wurde sein Name bekannt durch das von Fritz Kreisler komponierte Präludium und Allegro sowie Tempo di Minuetto im Stile des Gaetano Pugnani.

## Werke
Die meisten erwähnten Sonaten wurden mehrfach und unter verschiedenen Opusziffern veröffentlicht, deshalb sind hier nur die Erstveröffentlichungen erwähnt.
- 6 Sonaten op. 3 für Violine und Continuo (Erstdruck Paris 1760)
- 6 Sonaten op. 7 für Violine und Continuo (Erstdruck London 1770)
- 6 Sonaten op. 8 für Violine und Continuo (Erstdruck Amsterdam 1774)
- 6 Triosonaten op. 1 (Erstdruck Paris 1754)
- 6 Triosonaten op. 2 (Erstdruck London 1765)
- 6 Duette op. 4 (Erstdruck London 1770)
- mehrere Sinfonien
- Die sinfonische Dichtung Werther, melogo in due parti, zu Goethes Werther (verschollen)[1]
- mehrere Opern
- La Betulia liberata (vermutlich in den 1780er Jahren)